# Souto da Retorta
El Souto da Retorta, también conocido como el eucaliptal de Chavín, es un pequeño paraje natural situado en la margen derecha del río Landro, en la parroquia de Chavín, en el municipio de Vivero (provincia de Lugo, Galicia, España).

## Descripción
Pertenece a la Red Gallega de Espacios Protegidos y en el año 2000 fue declarado como un espacio natural protegido bajo la figura de Monumento Natural.
Dentro de la arboleda destaca un rodal de unos 600 eucaliptos (Eucalyptus globulus), algunos de ellos centenarios y muy grandes, que justifican el sobrenombre del lugar. Los eucaliptos de este paraje fueron plantados entre los años 1880 y 1912 para ayudar en el drenaje de los terrenos bajos encharcados por los arroyos del Landro.
El espacio cuenta con una superficie de 3,2 hectáreas y se caracteriza por su clima oceánico húmedo, con una precipitación anual media de 1412 mm y una temperatura media de 13 °C. Se encuentra a unos 30 metros sobre el nivel del mar.
Además de los eucaliptos centenarios, este espacio presenta dos cascadas dignas de mención, situadas a lo largo del curso del río Landro y sus afluentes: el Salto do Can y el Pozo da Ferida (río Loureiro), ésta con un desnivel de 30 metros.
El espacio se limita por varias vías históricas, como la de la antigua fábrica de la luz de Chavín.

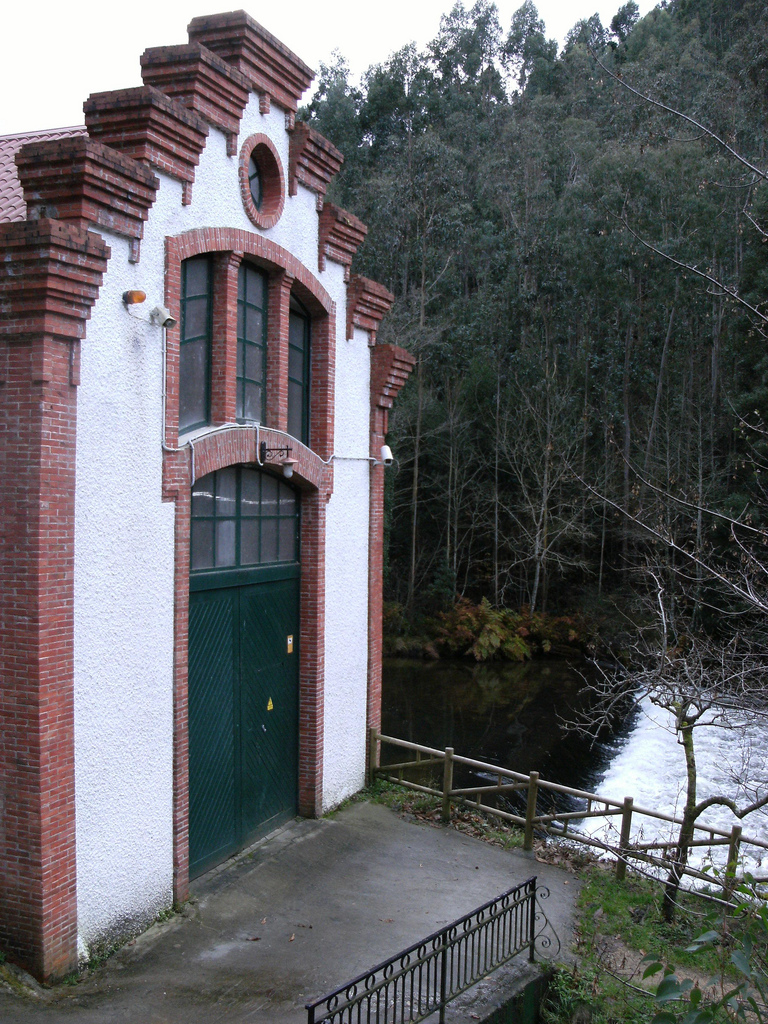
Central hidroeléctrica de Chavín.

## O Avó de Chavín

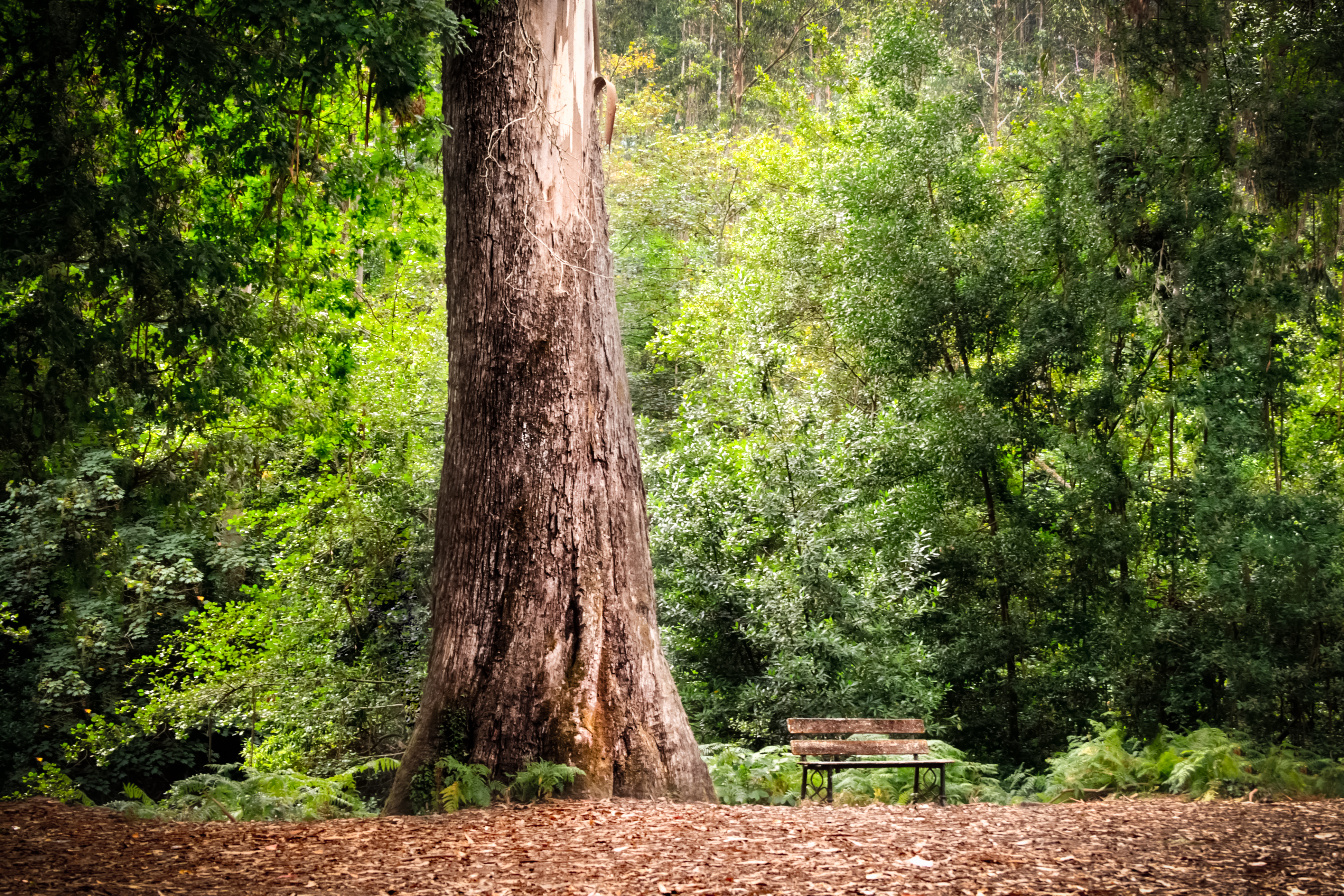
O Avó de Souto da Retorta.

Entre toda la masa arbórea presente en este espacio protegido, cabe destacar un eucalipto de la variedad globulus, conocido como "O Avó" (en gallego: "El Abuelo"). Aunque no es el ejemplar más alto de este conjunto, es el más sobresaliente por su grosor y por ser el más anciano de este paraje. Fue plantado en 1880, alcanza los 67 metros de altura, tiene 10,5 metros de perímetro en su base (2,43 m de diámetro a 1,3 m de altura) y un volumen de 75,2 metros cúbicos. Es considerado el árbol más grande de España.
Está incluido dentro del Catálogo gallego de árboles singulares. En 2010 fue premiado como Árbol del año en los premios Árbol y Bosque del Año organizados por la organización Bosques sin Fronteras y la Fundación Biodiversidad.